# Кульчицкий, Николай Константинович
Никола́й Константи́нович Кульчи́цкий (16 января 1856, Кронштадт — 30 января 1925, Оксфорд) — русский гистолог и деятель образования, тайный советник (01.01.1914), последний министр народного просвещения Российской империи (1916-1917).

## Биография
Родился в семье морского офицера. После окончания в 1874 году курса Тамбовской гимназии поступил на медицинский факультет Императорского Харьковского университета, который окончил в 1879 году лекарем с отличием и был оставлен для подготовки к профессорскому званию.
В 1882 году получил степень доктора медицины. С 1883 — приват-доцент и прозектор при кафедре гистологии.
С 1889 года — экстраординарный, а в 1893—1910 годах — ординарный профессор гистологии. В 1899 году был произведён в действительные статские советники.
В 1912 году назначен попечителем Казанского учебного округа, а летом 1914 года, ещё при министре народного просвещения Л. А. Кассо, был переведён на ту же должность в Петроградский учебный округ; 20 января 1916 года был уволен П. Н. Игнатьевым и назначен сенатором Второго департамента. Дослужился до чина тайного советника (1914).
27 декабря 1916 г. утверждён Министром народного просвещения и занимал этот пост до Февральской революции. В 1918 году был арестован большевиками, но вскоре освобождён, после чего уехал в Харьков. Затем пешком, с семьёй, добрался до Севастополя. В 1921 году, на вывозившем из Крыма беженцев английском судне уехал в Великобританию, где стал работать в Отделе анатомии Лондонского университета.
Погиб в результате несчастного случая, упав в шахту неработающего лифта.

## Вклад в науку
Кульчицкий обнародовал целый ряд выдающихся работ по гистологии и эмбриологии. Так, например, им описаны оригинальные слюнные железы у ежа, открыты ядрышки в pronucleus, описана взаимная связь гладких мышечных волокон. Он внёс в технику гистологического исследования несколько оригинальных методов, получивших в своё время широкое распространение: фиксирующая смесь («жидкость Кульчицкого»); окрашивание миелиновых нервных волокон гематоксилином и кармином, окрашивание упругого вещества, нейроглии, цветных элементов крови и др. В его лаборатории был проведён также целый ряд исследований, преимущественно нервной системы, его многочисленными учениками.
На 1-й Всероссийской гигиенической выставке (1893), гистологические препараты Кульчицкого были удостоены золотой медали.

## Именем Кульчицкого названы
- Жидкость Кульчицкого[2].
- Вышеупомнутый метод окрашивания миелиновых оболочек нервных волокон («метод Кульчицкого»)[3].
- Клетки Кульчицкого (энтерохромаффинные клетки) — энтероэндокринные клетки эпителиальной выстилки желудочно-кишечного тракта[4].

## Монархист и член «Союза Русского Народа»
22 марта 1903 г избран членом Совета Харьковского Отдела «Русского Собрания» (ХОРС), вместе с 5 другими профессорами Харьковского университета:
- профессор Вязигин (председатель);
- профессор Анфимов (товарищ председателя);
- профессор Денисов (делопроизводитель);
- профессор Альбицкий (казначей);
- профессор Буцинский.

В 1906 году стал членом Совета Харьковского отдела Союза Русского Народа.

## Награды
- Орден Святого Станислава 3-й степени (22.12.1889)
- Орден Святой Анны 3-й степени (01.01.1893)
- Орден Святого Станислава 2-й степени (01.01.1896)
- Орден Святого Владимира 4-й степени (01.01.1902)
- Орден Святого Владимира 3-й степени (01.01.1905)
- Орден Святого Станислава 1-й степени (01.01.1908)
- Орден Святой Анны 1-й степени (01.01.1915)
- Медаль «В память царствования императора Александра III» (1896)
- Подарок с вензелем Его Императорского Величества (1911)
- Медаль «В память 300-летия царствования дома Романовых» (1913)

Иностранные:
- Французский орден Почётного легиона, командорский крест (1915)[1].